# 和歌山ライブ 夕方わくわく
和歌山ライブ 夕方わくわく（わかやまライブ ゆうがたわくわく）は、和歌山放送で放送されていた報道・情報番組。

## 概要
同年3月30日まで放送された「wbsニュース 今日あす」を引き継いだ情報生ワイドで、16:40 - 18:30に生放送されている。なお金曜日は「夕わくフライデー」として放送されている。
開始から丸2年が経った2014年春改編にともない終了。寺門・川井の出演は継続したうえで、『ニュースde和歌山 ちょくダネ。』に引き継いだ。

## 出演
- 月-木曜　寺門秀介（和歌山放送ニュースデスク兼アナウンサー）
- 金曜　川井淳史（当時和歌山放送アナウンサー）

## タイムテーブル
- 16:40　オープニング
- 16:48ごろ　「紀南・紀北レポート」[1]
- 16:55ごろ　引本孝之のお天気ダイヤル
- 17:00　ニュース・パレード[2]
- 17:15ごろ　ゆうわくロータリー
- 17:25ごろ　ラジオ交通安全教室
- 17:30ごろ　ネットワークTODAY[3]
- 17:42ごろ　和歌山TODAY[4]
- 17:47ごろ　天気予報
- 17:48ごろ　交通情報
- 17:50ごろ　ゆうわくアクティビティー
- 18:00　和歌山県庁だより[5]
- 18:10ごろ　ほっとインフォメーション[6]
- 18:15ごろ　wbsニュース（2013年3月までは月曜はその後「政策情報 官邸発」のネットのためエンディング）
- 18:20ごろ　（月・火曜日）紀州路HOTトピックス　（水-金曜日）「輝け!!アスリート「2015・紀の国わかやま国体への道」[7]引き続きエンディング